# 財閥 (韓国)
財閥（チェボル、朝: 재벌、英: Chaebol）は、大韓民国の経済で大きな役割を果たしている大規模産業コングロマリット。現代韓国の経済体制は財閥経済とも言える。
旧宗主国の日本では大東亜戦争（太平洋戦争・第二次世界大戦）後に独占禁止法で禁じられた、創業者一族による同族経営を柱とする私的独占の企業支配体系が特徴である。1997年からのアジア通貨危機とIMFによる韓国救済の中で、当時第2位の財閥だった大宇財閥が解体された。しかし、現在も財閥は韓国経済の中で非常に大きな位置を占めている。

## 概要
大東亜戦争以前の日本統治時代は、朝鮮民事令（明治45年朝鮮総督府制令第7号）により朝鮮半島においても大日本帝国（日本本土）の商法（現・会社法）が適用され、一家族ないしは1つの持株会社が複数の業種において支配的な立場を有する大企業を傘下に収めることは可能であった。

戦後、日本では独占禁止法・集中排除法並びに同族排除法が施行され、三井・三菱・住友をはじめ15あった大財閥が解体された。
しかし、独立を間近に控えていた上、日本本土と違って、地場発祥の大資本がほとんど育っていなかった韓国では日本のような財閥解体は行われなかった。そのため、財閥・政商の芽となる産業支配体系が温存されたことが財閥系企業が経済の大半を占める経済構造の発祥であると言って差し支えない。

### 日本との関係
財閥の中でも上位のほとんどは、日本統治時代に創業された民間企業・公的企業がルーツ又は買収歴、戦後に技術供与されていたに。例外であり、大財閥では無くなったが日本無関係なモノとして、大宇財閥(破綻)、錦湖アシアナグループ(縮小)がある。日系朝鮮人らが創業者の例もあるが、日系企業を戦後に接収したり、朝鮮総督府が設立した公的企業を韓国政府がコネのある人物に払い下げをルーツや財閥化出来た理由になっている。 旧宗主国の日本と少ならず関係を持っている。LGグループは戦後設立だが、各傘下企業が日本企業から技術供与を受けている(NEC（金星電機）、アルプス電気（金星部品）、富士電機（金星通信・金星自販機）など)。ヒュンダイは、自動車では三菱自動車が現代自動車の要望を聞き入れたため、小型車生産のための車体やエンジン、ギアなどの生産技術供与契約を締結し、技術確保の手段を獲得している。現代造船はヒュンダイグループ創業者が造船設計図から道具まで役立つことを全て盗むことを命じ、日本造船企業から窃盗した技術や工具で企業保有技術を成長せた(鄭周永#逸話#日本造船企業からの窃盗)。
SKグループは、日本統治時代の織物繊維会社「鮮京織物株式会社」をルーツである。ポスコグループは日本からの資金がなかったら会社清算予定だった韓国初の大規模製鉄所である。
別の例として、戦後設立企業がルーツであるロッテグループは在日コリアン1世の重光武雄が日本で創業した菓子メーカーが日韓基本条約で国交成立後に韓国に進出し、財閥化している。
日本統治時代に創業された民間企業がルーツの財閥の代表例であるサムスンは、前身の三星商会（後のサムスン物産〈初代〉）が日本統治時代に創業しており、かつ創業者は日本の早稲田大学を卒業していた。

## 主な財閥

### 10大財閥
一般的に言われる10大財閥は以下の企業グループである。
| グループ名 | グループ名 | 創業者   | 中心人物 | 創業年 | 総資産            | 主な企業                                                                     | 備考     |
| ---------- | ---------- | -------- | -------- | ------ | ----------------- | ---------------------------------------------------------------------------- | -------- |
| サムスン   | 삼성       | 李秉喆   | 李在鎔   | 1938年 | 363兆2000億ウォン | サムスン電子、サムスン物産、サムスン生命保険、サムスン火災海上保険           |          |
| SK         | SK         | 崔鍾建   | 崔泰源   | 1953年 | 170兆7000億ウォン | SKイノベーション、SKテレコム、SKハイニックス                                 |          |
| 現代自動車 | 현대자동차 | 鄭周永   | 鄭夢九   | 1967年 | 218兆6000億ウォン | 現代自動車、起亜自動車、現代モービス、現代製鉄、現代建設                     |          |
| LG         | LG         | 具仁会   | 具光謨   | 1947年 | 112兆3000億ウォン | LGエレクトロニクス、LG化学、LGユープラス                                     |          |
| ロッテ     | 롯데       | 重光武雄 | 重光昭夫 | 1948年 | 110兆8000億ウォン | ロッテ製菓、ロッテ七星飲料、ロッテショッピング、ホテルロッテ、ロッテケミカル |          |
| ハンファ   | 한화       | 金鍾喜   | 金升淵   | 1952年 | 58兆5000億ウォン  | ハンファ、ハンファケミカル、ハンファ生命                                     |          |
| GS         | GS         | 許昌秀   | 許昌秀   | 2005年 | 62兆ウォン        | GS、GSカルテックス、GSリテール、GS建設                                       | [ 注 2 ] |
| HD現代     | HD현대     | 鄭周永   | 閔季植   | 1972年 | 54兆3000億ウォン  | HD現代重工業、現代尾浦造船、現代斗山インフラコア、HD現代オイルバンク         | [ 注 3 ] |
| 新世界     | 신세계     | 李秉喆   | 李明熙   | 1963年 | 32兆5173億ウォン  | 新世界百貨店、イーマート、ウェスティン朝鮮ホテル                             | [ 注 4 ] |
| CJ         | CJ         | 李秉喆   | 李在賢   | 1953年 | 33兆7797億ウォン  | CJ第一製糖、CJ CGV、CJ ENM、CJ大韓通運、CJ 4DPLEX                            | [ 注 5 ] |

### 30大財閥
2016年時点の韓国30大財閥グループの資産規模順位と業種
- 1位 Samsungグループ - 電子・電気製品、重工
- 2位 現代自動車グループ - 自動車（元現代財閥）
- 3位 SKグループ - 半導体、石油、通信
- 4位 LGグループ - 電子・電気製品、化学
- 5位 ロッテグループ - 食品、流通、化学
- 6位 POSCOグループ(ポスコグループ)- 製鉄（元国営企業）
- 7位 GSグループ - 石油、建設（LGから独立）
- 8位 ハンファグループ(韓火グループ) - 化学、太陽光セル、建設、金融
- 9位 現代重工グループ(HD現代重工業) - 造船・建機（元現代財閥）
- 10位 新世界グループ - 百貨店・スーパー・外食
- 11位 KTグループ - 通信
- 12位 斗山グループ(ドゥサングループ、トゥサングループ) - 重機械
- 13位 韓進グループ(ハンジングループ) - 航空、物流
- 14位 CJグループ - 食品、メディア（Samsungから独立）
- 15位 富栄グループ(プヨングループ、ブヨングループ) - 不動産 -2014年時点で創業者である李重根は、韓国における相続を除いた「自力で会社を設立し富を築き上げた資産家」の中で1位である[3]。
- 16位 LSグループ - 電線（LGから独立）
- 17位 大林グループ(デリムグループ) - 建設、石油化学
- 18位 未来アセットグループ - 金融
- 19位 大宇造船海洋グループ - 造船-韓国政府管理以後に解体され、2019年に現代重工業グループ傘下のハンファオーシャン
- 20位 錦湖アシアナグループ (クモアシアナグループ) - 運輸、航空、化学
- 21位 現代百貨店グループ - 百貨店（元現代財閥）
- 22位 S-OILグループ - 石油化学
- 23位 暁星グループ(ヒョースングループ) - 繊維、重工
- 24位 OCIグループ - 化学
- 25位 永豊グループ(ヨンプングループ、ヨンブングループ) - 非鉄金属、電子
- 26位 大宇建設グループ(デウ建設グループ、テウ建設グループ) - 建設
- 27位 KCCグループ - 建材 - 現代グループの創建者である鄭周永の末弟(六男)によって創業されたが、兄達が相続した現代財閥とは別の独立企業が由来。
- 28位 夏林グループ(ハリムグループ) - 飼料
- 29位 KT&Gグループ - タバコ-2002年に韓国タバコ人参公社が民営化
- 30位 コーロングループ - 繊維

### その他
- 現代海上火災保険グループ
- HDCグループ-傘下にHDC現代産業開発株式会社
- 現代グループなど

### かつて存在した財閥
- 大宇財閥（大宇グループ、デウ財閥、テウ財閥） - 1999年時点で韓国10大財閥として、現代財閥につぐ韓国第2位の韓国企業グループだったが、創業者の金宇中の会長在任中に経営破綻した。三星グループ（三星財閥）、現代グループ（現代財閥）と共に、韓国3大財閥と呼ばれていた。3つの中で1967年大宇実業がルーツであり、唯一戦後にルーツ企業が創立した財閥[4]。

## 問題点

### コーポレートガバナンス問題
財閥の創業家は、アメリカや日本の上場企業のような株主ないし社外役員、外部監査人などによる経営監視が厳しく行き届いていないことが他国と比べて多い。

### 有銭無罪・法治不信助長
財閥のトップは、自グループ内はもちろんのこと韓国政界や経済界にも強い影響力を発揮する。仮に犯罪行為を犯して収監されても、早期に仮釈放させて国の経済に貢献させよという論調が出る社会構造となっている。例えば、1990年から2012年にかけて、しばしば韓国10大財閥のトップが横領や背任、暴力行為等で逮捕されることがあったが、有罪判決を受けても大抵は執行猶予が付くとともに頃合いを見て特赦が与えられ、犯罪行為自体が無かったも同然となっており、「有銭無罪」と批判されている。

### パワハラ体質
また、企業コンプライアンス・ビジネス倫理の確立も他国と比べて遅れ、金升淵、崔哲源、趙顕娥など、財閥一族の横暴な行為（韓国では「カプチル」と呼ばれるパワーハラスメント）が繰り返されて問題になっており、映画（ベテラン）にもなっている。2014年、韓進グループの中核企業大韓航空における、いわゆる「ナッツリターン事件」では、以前から存在した財閥企業の世襲や同族経営の問題点が明るみに出た。

### 学歴社会と大企業至上主義
サムスン電子・大韓航空などがグローバル企業として発展していく中で、それら財閥系企業に入社することを最終目標とする若者が増え、就職試験を少しでも高いレベルの大学から受験することを目指そうとして韓国全体が極端な学歴社会になり、大学受験競争が激化したという指摘もある。